# Spathiphyllum patulinervum
Spathiphyllum patulinervum är en kallaväxtart som beskrevs av George Sydney Bunting. Spathiphyllum patulinervum ingår i släktet Spathiphyllum och familjen kallaväxter. Inga underarter finns listade.